# Maniquí castany
El maniquí castany o maniquí capnegre (Lonchura atricapilla) és una espècie d'ocell de la família dels estríldids (Estrildidae) que habita praderies, matolls, canyars i terres de conreu del nord i est de l'Índia, Bangladesh, sud-oest de la Xina, Myanmar, Indoxina, Península Malaia, Sumatra, Borneo, Sulawesi i Filipines. Introduït a molts indrets.